# Mies van der Rohe-díj
A Mies van der Rohe-díj az Európai Unió kortárs építészeti díja, melyet Ludwig Mies van der Rohe-ról neveztek el. A díj 1988-ban lett létrehozva a barcelonai Mies van der Rohe Alapítvány támogatásával.

## A díjazottak listája
| Év   | Építész | Épület                                      | Város                |
| ---- | --- | ------------------------------------------- | -------------------- |
| 2022 | Graphton Architects | Városi ház – Kingston University            | London               |
| 2019 | Anne Lacaton, Jean Philippe Vassal, Frederic Druot, Christophe Hutin                                                      | 530 lakás átalakítása – Grand Parc Bordeaux | Bordeaux             |
| 2017 | Pieter Bannenberg, Walter van Dijk, Kamiel Klaasse, Xander Vermeulen Windsant (NL architects és XVW architectuur stúdiók) | De FLAT lakóház                             | Amszterdam           |
| 2015 | Fabrizio Barozzi , Alberto Veiga (Barozzi/Veiga)                                                                          | Philharmonic Hall                           | Szczecin             |
| 2013 | Henning Larsen Architects, Batteríið Architects és Ólafur Elíasson                                                        | Harpa                                       | Reykjavík            |
| 2011 | David Chipperfield | Neues Museum                                | Berlin               |
| 2009 | Snøhetta | Oslói Operaház                              | Oslo                 |
| 2007 | Emilio Tuñón, Luis Moreno Mansilla (Mansilla+Tuñón Arquitectos)                                                           | Castilla és León Kortárs Művészeti Múzeum   | León                 |
| 2005 | Rem Koolhaas | Holland nagykövetség, Berlin                | Berlin               |
| 2003 | Zaha Hadid | Autóparkoló és pályaudvar Hoenheim North    | Hoenheim, Strasbourg |
| 2001 | Rafael Moneo | Kursaal Centre                              | San Sebastián        |
| 1998 | Peter Zumthor | Kunsthaus Bregenz                           | Bregenz              |
| 1996 | Dominique Perrault | Francia Nemzeti Könyvtár                    | Párizs               |
| 1994 | Nicholas Grimshaw & Partners                                                                                              | Waterloo pályaudvar                         | London               |
| 1992 | Esteve Bonell and Francesc Rius                                                                                           | Palau Municipal d'Esports de Badalona       | Badalona, Barcelona  |
| 1990 | Norman Foster | London–Stansted repülőtér                   | London               |
| 1988 | Álvaro Siza Vieira | Banco Borges e Irmão                        | Vila do Conde        |

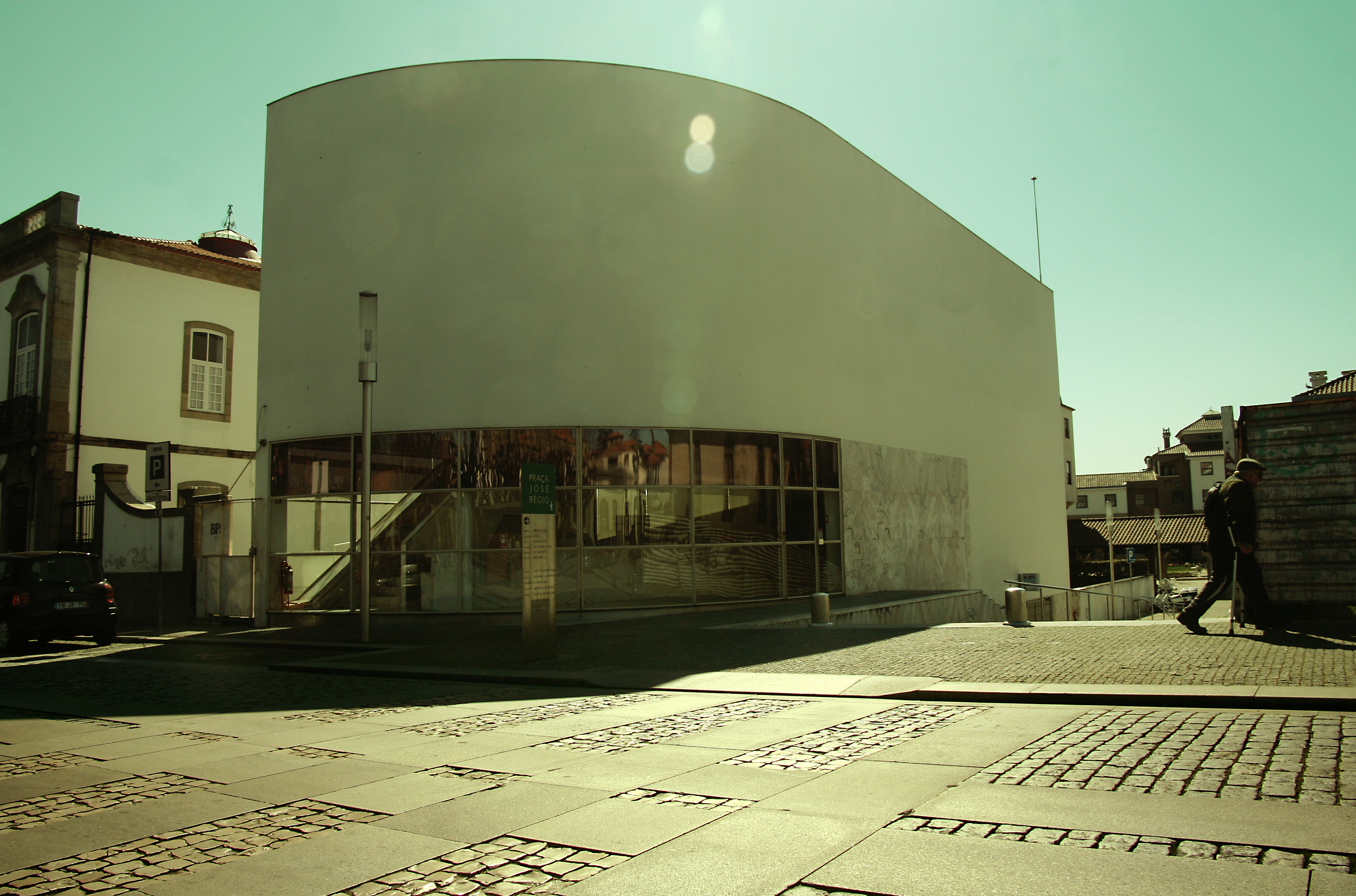
1988 - Banco Borges e Irmão, Vila do Conde
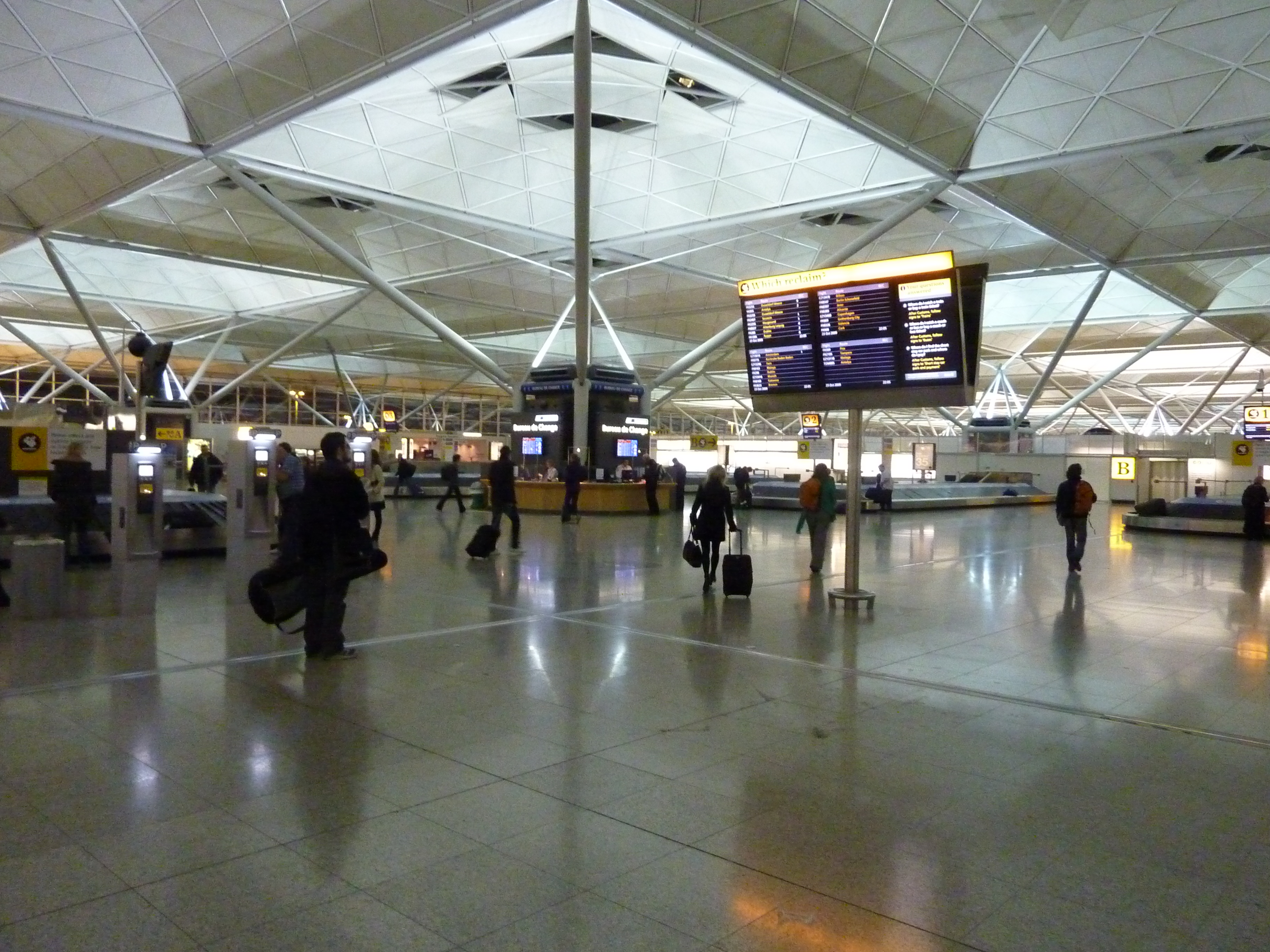
1990 - London-Stansted repülőtér
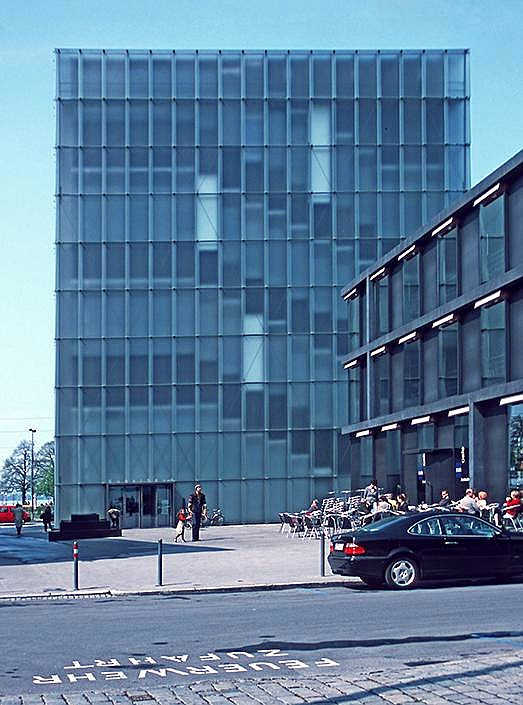
1998 - Kunsthaus Bregenz
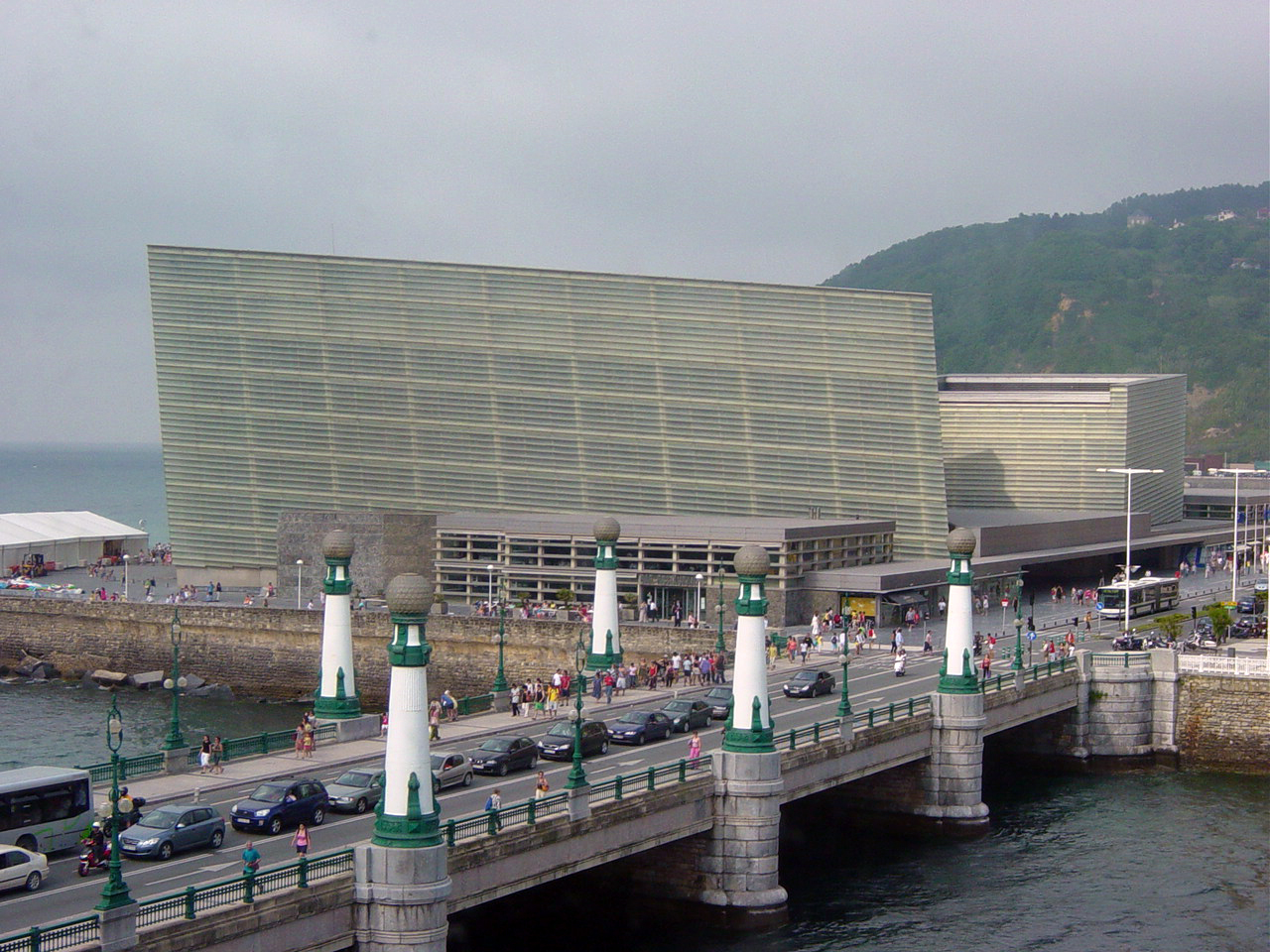
2001 - A san sebastián-i Palacio Kursaal
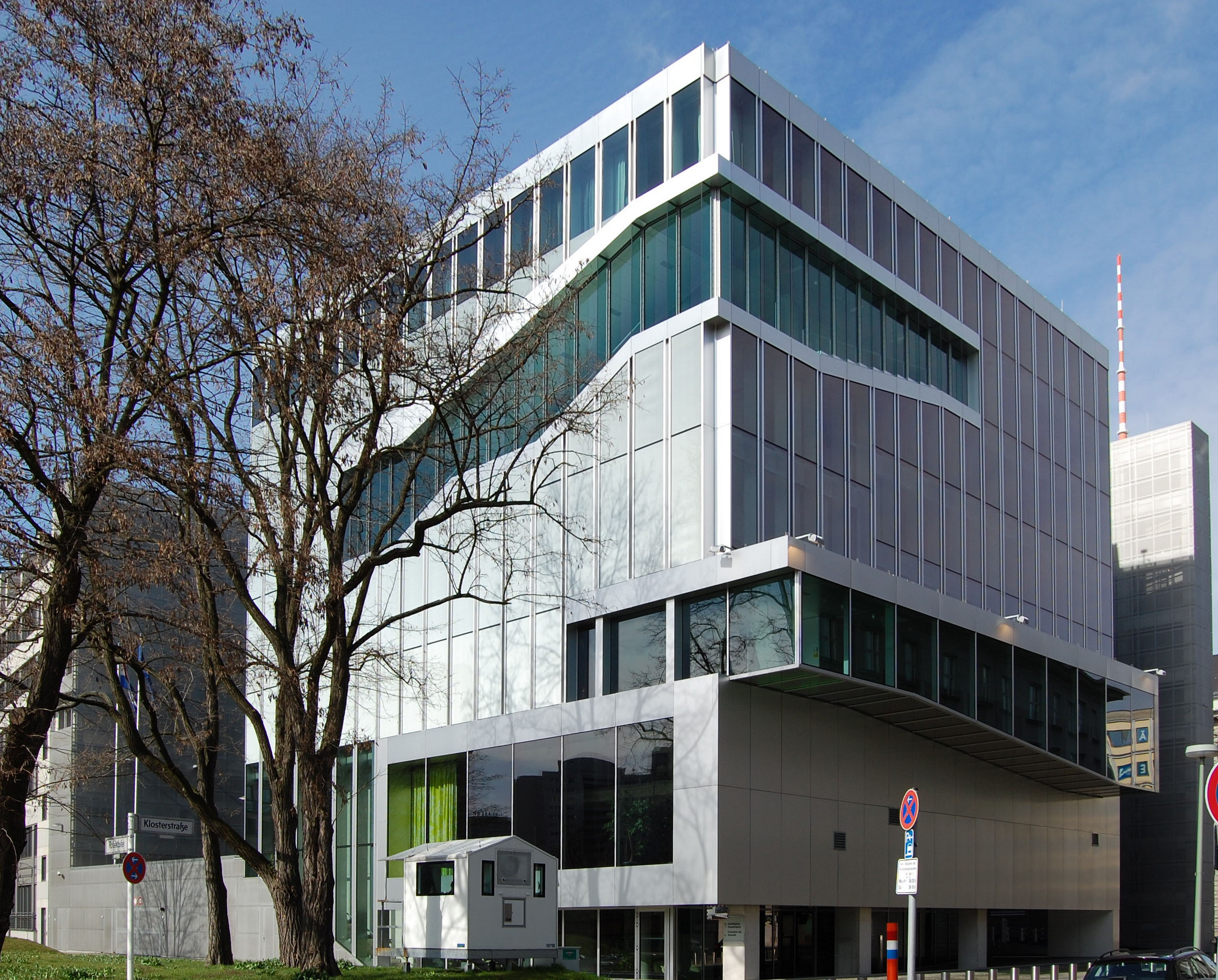
2005 - Holland nagykövetség, Berlin
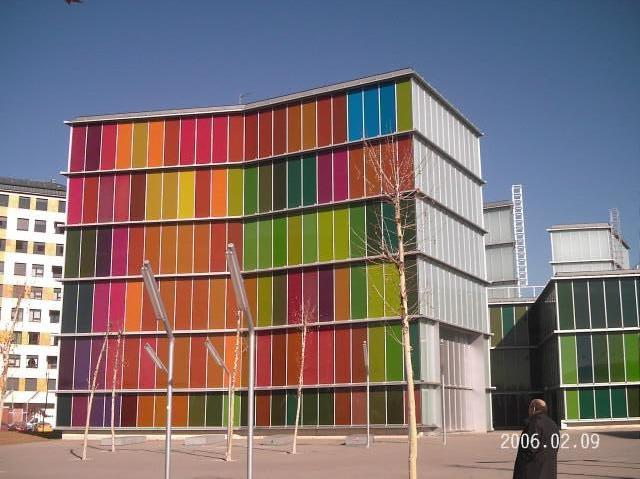
2007 - Castilla és León Kortárs Művészeti Múzeum
2009 - Oslói Operaház
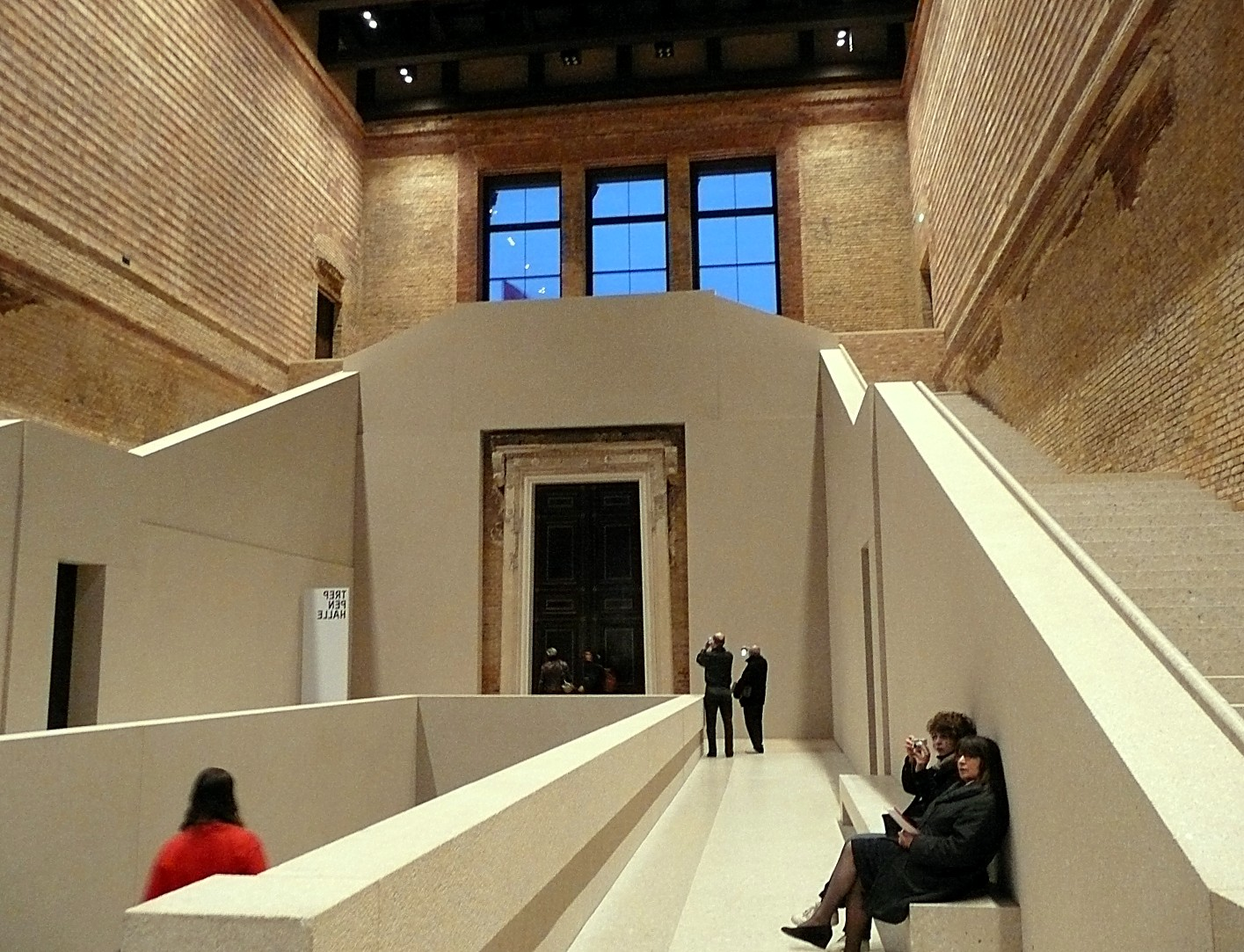
2011 - Neues Museum, Berlin